# Беннетт, Чарльз (легкоатлет)
Чарльз Беннетт (англ. Charles Bennett; 28 декабря 1870, Дорсет — 18 декабря 1948, Борнмут, Дорсет) — британский легкоатлет, чемпион и призёр летних Олимпийских игр 1900.

## Спортивная карьера
До Олимпийских игр, Беннетт выигрывал несколько соревнований Любительской Атлетической Ассоциации, включая забеги на 4 мили в 1897 году и 1899 году, на 10 миль в 1899 году и одну милю в 1900 году.
На Играх Беннетт участвовал в трёх дисциплинах. Сначала, 15 июля, он соревновался в беге на 1500 м, который выиграл с новым Олимпийским рекордом 4.06,2. На следующий день, 16 июля, он участвовал в гонке на 4000 м с препятствиями, в которой занял второе место, получив серебряную медаль. 22 июля, он, в составе Смешанной австралийско-британской команды, принял участие в командной гонке на 5000 м. С результатом 15:29,2 он пришёл к финишу первым, набрав лишь одно очко. В сумме, его команда обошла французскую сборную, и все её члены получили золотые медали.

## Жизнь вне спорта
В обычной жизни Беннетт был машинистом. Он был женат на Лене Льюис, и они имели пять детей.